# Gertraud Middelhauve
Gertraud Middelhauve (* 23. Juli 1929 in Opladen, heute Leverkusen; † 7. März 2004 in München) war eine deutsche Verlegerin.

## Leben
Gertraud Middelhauve studierte in Tübingen, Freiburg im Breisgau, Köln und Berlin Literaturgeschichte, absolvierte 1959 bis 1960 die Verlagslehre bei S. Fischer in Frankfurt am Main und volontierte danach je ein halbes Jahr bei Allen & Unwin in London und bei Macmillan in New York.
Auf Grundlage der Firmengründungen ihres Vaters Friedrich Middelhauve kam sie zu ihren ersten geschäftlichen Erfolgen. Dieser  hatte 1947 in Opladen zwei Verlage gegründet, den sozialwissenschaftlichen Westdeutschen Verlag und den schöngeistigen Friedrich Middelhauve Verlag. Als beachtlicher Anfangserfolg ihrer Verlagskarriere erwies sich die Veröffentlichung der ersten Erzählungen und Romane von Heinrich Böll. Dennoch wurde der Friedrich Middelhauve Verlag 1951/52 aus wirtschaftlichen Gründen auf Eis gelegt.
1961 belebte sie den Verlag wieder, um ihn später in Gertraud Middelhauve Verlag umzubenennen. Sie entwickelte ihn zu einem Verlag für moderne Kinder- und Bilderbücher. Allein von Leo Lionni verlegte sie in 15 Jahren insgesamt 20 Bilderbücher mit einer Gesamtauflage von 1,5 Millionen Exemplaren.
Zum Star seit den achtziger Jahren entwickelte sich Helme Heine mit dem Titel Na warte, sagte Schwarte. In acht Jahren veröffentlichte sie mit ihm 18 Bilderbuchtitel mit einer Gesamtauflage von 600.000 Exemplaren.
Gertraud Middelhauve erhielt zahlreiche Kinder- und Jugendbuchpreise und Ehrungen für einzelne Bücher ihres Verlages und für ihr Lebenswerk.
1990 verkaufte sie aus Altersgründen ihren Verlag und zog in ein eigenes Anwesen nach Mallorca. Die meisten Originale ihrer Bilderbücher gab sie ins Bilderbuchmuseum in Troisdorf. Ein Teil von ihnen war 2003 in einer Bilderbuchausstellung der Bayerkulturabteilung zu sehen.
Gertraud Middelhauve starb nach schwerer Krankheit in einer Münchener Klinik im März 2004.